# ジャン＝ジョゼフ・サンフールシェ
ジャン＝ジョゼフ・サンフールシェ（Jean-Joseph Sanfourche、1929年6月25日 ボルドー - 2010年3月13日 サン＝レオナール＝ド＝ノブラ）は、フランスの画家、詩人、デザイナー、彫刻家である。
アート・ブリュット（生の芸術）を実践し、ガストン・シェサック、ジャン・デュビュッフェ、ロベール・ドアノーと文通を続けていた友人である。